# 동일고무벨트
동일고무벨트 주식회사는 대한민국의 고무 제조 기업이다.

## 역사
1945년에 설립되어 2012년에 인적분할된 후 2013년 11월 DRB동일의 자회사로 편입되었다.

## 사업
동력 전달에 쓰이는 전동벨트 및 운반라인의 컨베이어벨트에 적용되는 고무벨트부문과 굴삭기와 같은 궤도차량의 크롤러 및 언더캐리지 시스템으로 구성된 기타고무제품을 생산한다.또한 미국의 중장비 업체인 캐터필러사에 1500억 규모의 공급계약을 체결한 바 있다.

### 내용주
1. ↑  인적분할 기준